# أقصر بلدنا
أقصر بلدنا هي أغنية مصرية من ألحان علي إسماعيل وكلمات فتحي قورة وغناء محمد العزبي. الأغنية والرقصة قدمتها فرقة رضا على المسارح في مصر وغناها عضو الفرقة في ذلك الوقت محمد العزبي على المزامير الصعيدي. وأدتها فرقة رضا بمشاركة الحناطير في شوارع مدينة الأقصر في فيلم غرام في الكرنك.

## كلمات الأغنية
أقصر بلدنا بلد سواح فيها الاجانب تتفسح
وكل عام وقت المرواح بتبقى مش عايزه تروح
و تسيب بلدنا
على ارضها اتمخطر ياسطى بالمبسوطين اخر بسطه
و لف بينا .. أى والله.. اجمل مدينه .. صحيح والله
مش برضه منها ؟
انى م الواسطى
نردهالك فى الافراح و مهما تبعد و تروح برضه فى بلدنا
اقصر بلدنا بلد سواح فيها الاجانب تتفسح
وكل عام وقت المرواح بتبقى مش عايزه تروح
اقصر بلدنا على الخارطه ينحط من تحتها شرطه
شايفين مكانها .. أى والله .. مابين جيرانها .. أى والله
زى الشموع حوالين تورته و الشمس تطلع كل صباح بفرحه و الدمعه تروح لفراق بلدنا
اقصر بلدنا بلد سواح فيها الاجانب تتفسح
وكل عام وقت المرواح بتبقى مش عايزه تروح

## وصلات خارجية
- أغنية أقصر بلدنا على يوتيوب